# اندیس باریتین کندرود
باریتین کندرود یک اندیس غیرفلزی است که در حوالی شهر تفرش استان قم قرار دارد و مادهٔ معدنی موجود در آن، باریت است.سنگ میزبان این اندیس توفهای سبزو قهوه ای کنگلومرا وآندزیت و برش است و دیرینگی آن به دوران ائوبالائی می‌رسد.